# TOGA
TOGA oder TO/GA, abgekürzt für Take-Off/Go-Around, ist eine Funktion des Autopiloten oder Flight Directors und der automatischen Schubregelung in Verkehrsflugzeugen, die durch Knopfdruck aktiviert wird. Sinn dieser Funktion ist es, beim Start oder im Falle des Durchstartens die Triebwerke schnell und exakt auf die maximal erlaubte Leistung zu bringen, so dass die Schubhebel nicht per Hand bedient werden müssen. Bei modernen Flugzeugen wird vom Flight Management Computer u. a. auf Grund von Runway-Länge, Windgeschwindigkeit, Temperatur und Flugzeuggewicht die für das Manöver erforderliche Leistung berechnet, wodurch die Triebwerkabnutzung verringert werden kann. Zum anderen hilft der Autopilot oder Flight Director, das Flugzeug in die erforderliche Fluglage zu bringen. Die TO/GA-Funktion hat zwei Modi, den Start-Modus (Take-Off) und den Durchstart-Modus (Go-Around). Der Take-Off-Modus ist nur mit Flight Director, aber ohne Autopilot anwendbar, während der Go-Around-Modus auch mit Autopilot einsetzbar ist.
Bei einigen Flugzeugtypen wird bei Betätigung des TO/GA-Schalters während eines automatischen ILS-Anfluges mit asymmetrischem Schub (einseitigem Triebwerkausfall) und automatisch gegensteuernder Seitenruderstellung diese zunächst vom Autopiloten beibehalten. Erst wenn der TOGA-Modus deaktiviert wird, stellen sich die Seitenruder wieder neutral, worauf der Pilot mit einem Tritt in die Ruderpedale reagieren muss.